# 薛志强
薛志强（1982年4月30日—）是已退役的中国职业足球运动员，曾效力于上海申花。
薛志强原来是上海有线02的球员，2002年随俱乐部合并进入上海申花，但是多年几乎没有获得任何上场机会。2004年初他第一次代表申花出战正式比赛，却因为飞铲犯规被红牌罚下。此后他主要在东华大学学习并参加过五人制足球比赛，虽然2006年时仍曾在申花一线队名单上出现，但是随着2007年初俱乐部合并，未能再重回球队。